# جولي إينغليز
جولي إينغليز (بالإنجليزية: Julie Inglis)‏ هي لاعبة كرة قدم نيوزيلندية، ولدت في 5 أغسطس 1963 في نيوزيلندا. شاركت مع منتخب نيوزيلندا لكرة القدم للسيدات.